# Бучинский-Яскольд, Александр
Александр Бучинский-Яскольд (годы рождения и смерти — неизвестны) — поэт 2-й половины XVII века.
Вероятно, учился в Киевском коллегиуме, работал учителем в г. Новгород-Северский.
Автор польско-язычного панегирика, посвященного гетману Ивану Самойловичу — «Чигирин, приграничный город, в тяжелой турецкой осаде года 1677», напечатанном в Новгороде-Северском в 1678 году. Сохранились лишь фрагменты, включенные казацким летописцем С. Величко в состав его «Летопись событий в Юго-Западной России в. XVII века» (тт. 1—4, 1848—64). В сочинении освещены события, так называемого, первого Чигиринского похода в 1677 году, когда объединённые русские войска и запорожские казаки в период русско-турецкой войны 1672—1681 дали отпор силам Османской империи, стремившихся захватить город Чигирин.
А. Бучинский-Яскольд был поэтом из круга архиепископа Черниговского и Новгород-Северского Лазаря (Барановича). В своих произведениях упоминает духовных лиц, с которыми, очевидно, был хорошо знаком, в том числе, Иоаникия Галятовского, Иннокентия (Гизеля), М. Лежайского и др.